# BBN Holding
BBN Holding是美国的一家上市公司，它是一家IT服务提供商、音乐发行商和游戏开发商。BBN在5个不同国家拥有2500名员工（截至2019年3月31日）。

## 历史
BBN成立于2010年1月13日。起初，他们在德国设有总部。在2019年，他们将那里搬到了美国总部。BBN由Gregor Bigalke和Maximilian Arzberger创立。 